# Еникеев, Зуфар Иргалиевич
Еникеев Зуфар Иргалиевич (4 марта 1951 года, д. Мукасово 1-е) — юрист, доктор юридических наук, профессор, чл. корр. АН РБ, Руководитель Секретариата Государственного Собрания — Курултая Республики Башкортостан, с 2014 года Председатель Конституционного Суда Республики Башкортостан. Заслуженный юрист Республики Башкортостан.

## Биография
Еникеев Зуфар Иргалиевич родился 4 марта 1951 года в деревне Мукасово 1-е Баймакского района Башкирской АССР.
После школы работал 2 года рабочим в Ирендыковском совхозе Башкирской АССР. В 1973 году окончил Свердловский юридический институт.
Место работы — следователь прокуратуры Дуванского района (1973−1974), следователь прокуратуры города Салавата, следователь прокуратуры Баймакского района (1976 −1978).
С 1974 года служил армии, затем работал юрисконсультом Сибайского мясокомбината, заместителем начальника Управления жилищно-коммунального хозяйства, помощником начальника штаба гражданской обороны города Сибая.
В 1975 году поступил в аспирантуру юридического факультета Башкирского государственного университета (ныне Уфимский университет науки и технологий). Защитил кандидатскую диссертацию, докторскую на тему «Правовой статус Башкортостана в составе России, XVI—XXI вв».
Дальнейшие места работы: преподаватель юридического факультета БашГУ (ныне Уфимский университет науки и технологий); заведующий сектором Секретариата, председатель Комиссии Верховного Совета Республики Башкортостан по вопросам народного образования, науки, культуры, национальных и интернациональных традиций, охраны исторического наследия.
… «Гарантом благополучия башкирского народа является выстраданное и завоеванное им в годы революций государство — Республика Башкортостан»
C 1995 года по 2014 год он — депутат Законодательной Палаты Государственного собрания — Курултая Республики Башкортостан, председатель комитета Законодательной Палаты по вопросам местной власти, делам национальностей, общественных и религиозных объединений: представитель РФ в Палате Регионов Европы (Совет Европы, Страсбург); депутат Законодательной Палаты Государственного Собрания РБ, член Комитета Законодательной Палаты Государственного Собрания РБ по законодательству, государственному строительству и судебно-правовым вопросам, с 2003 г. — Председатель Комитета по вопросам местного самоуправления, делам национальностей, общественных и религиозных объединений, информационной политике Государственного Собрания — Курултая Республики Башкортостан. Член партии «Единая Россия». С 2014 года по сентябрь 2022 года занимал должность Председателя Конституционного Суда Республики Башкортостан
Семья: жена, двое детей.

## Труды
Еникеев Зуфар Иргалиевич — автор более 200 научных публикаций.
Еникеев Зуфар Иргалиевич. Правовой статус Башкортостана в составе России, XVI—XXI вв. (История и современность) : Дис. … д-ра юрид. наук : 23.00.02 : Москва, 2003 387 c. РГБ ОД, 71:04-12/12-2

## Награды и звания
- «Заслуженный юрист Республики Башкортостан»
- Орден Салавата Юлаева